# Holcocera gibbociliella
Holcocera gibbociliella é uma espécie de mariposa do gênero Holcocera pertencente à família Coleophoridae.